# Zwieselstein
Zwieselstein är en ort i  kommunen Sölden i Österrike. Den ligger i distriktet Imst i förbundslandet Tyrolen.